# اتصالات تشونغهوا
اتصالات تشونغهوا (بالصينية: 中華電信) هي أكبر شركة اتصالات في تايوان. تقع في مقاطعة تشونغ تشنغ في تايبيه. تأسست في 1 يوليو 1996 كجزء من سلسلة من عمليات الخصخصة للجمهورية الصينية.